# Nulpunt (wiskunde)

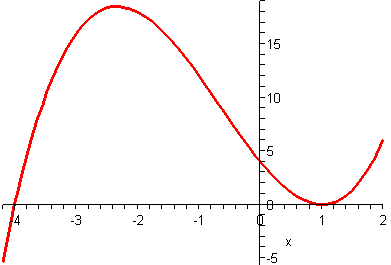
Een polynoom met een nulpunt voor en voor

Een nulpunt of nulwaarde van een functie is een element van het definitiegebied van de functie waarvoor de functiewaarde gelijk is aan nul. Dus {\displaystyle x} is een nulpunt van de functie {\displaystyle f,} als {\displaystyle f(x)=0}, dus als {\displaystyle x} een oplossing (wortel) is van deze vergelijking. Een functie kan geen, een, een eindig aantal of oneindig veel nulpunten hebben.
Een nulpunt van een functie {\displaystyle y=f(x)} is een snij- of raakpunt van de grafiek van de functie met de {\displaystyle x}-as.
Veel praktische problemen in de wiskunde kunnen worden herleid tot het zoeken van een of meer nulpunten van een functie. Daartoe zijn technieken ontwikkeld, die uiteenlopen van potlood en papier tot numerieke benaderingen door een computerprogramma. Voorbeelden van dergelijke algoritmes zijn de methode van Newton-Raphson, de halveringsmethode en regula falsi.
Een speciaal nulpunt van een polynoom is een meervoudig nulpunt (meervoudige wortel).
De {\displaystyle y}-coördinaat van het snijpunt van de grafiek van een functie met de {\displaystyle y}-as heet de asafsnede van die functie.